# Ploëzal
Ploëzal är en kommun i departementet Côtes-d'Armor i regionen Bretagne i nordvästra Frankrike. Kommunen ligger i kantonen Pontrieux som tillhör arrondissementet Guingamp. År 2022 hade Ploëzal 1 227 invånare.

## Befolkningsutveckling
Antalet invånare i kommunen Ploëzal
Referens:INSEE